# Tarte aux myrtilles
La tarte aux myrtilles ou tarte aux bleuets est une tarte sucrée / pâtisserie garnie de myrtilles ou de bleuets.

## Description
Il ne faut pas confondre le bleuet (airelle à feuilles étroites) et la myrtille, laquelle pousse en Europe, en Asie et dans l'ouest de l'Amérique du Nord.
En France, la tarte aux myrtilles  est un dessert traditionnel de saison en particulier dans les régions montagneuses où poussent les myrtilles. Dans les Vosges, elle est appelée « tarte aux brimbelles ». C'est le dessert de prédilection des fermes-auberges des Hautes-Vosges. 

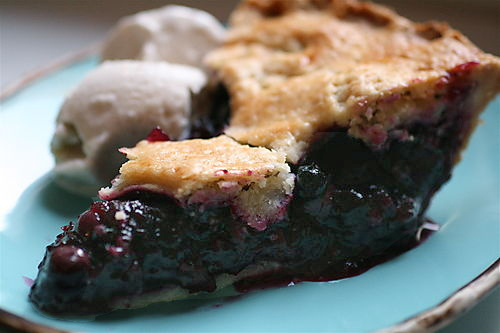
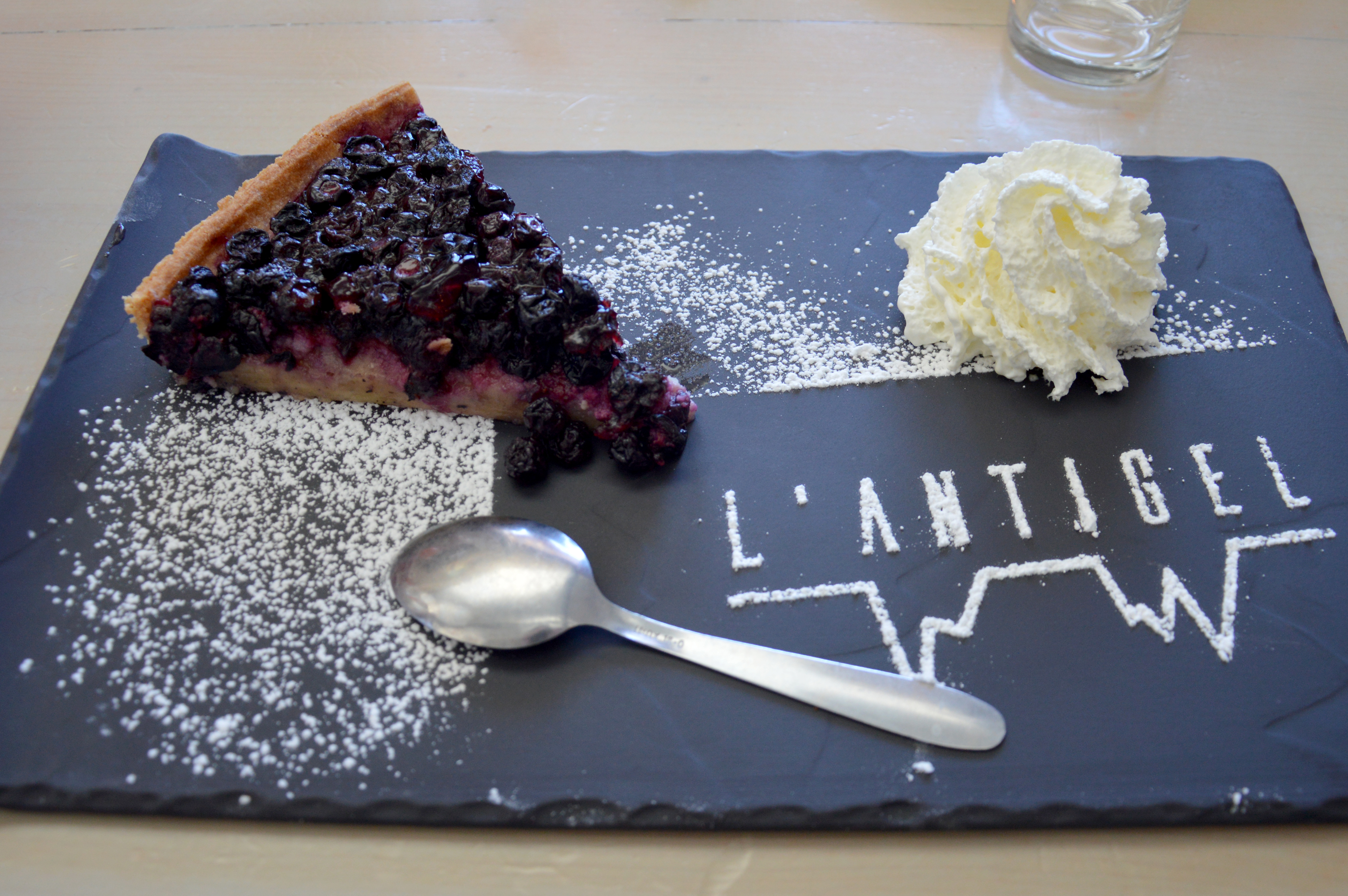
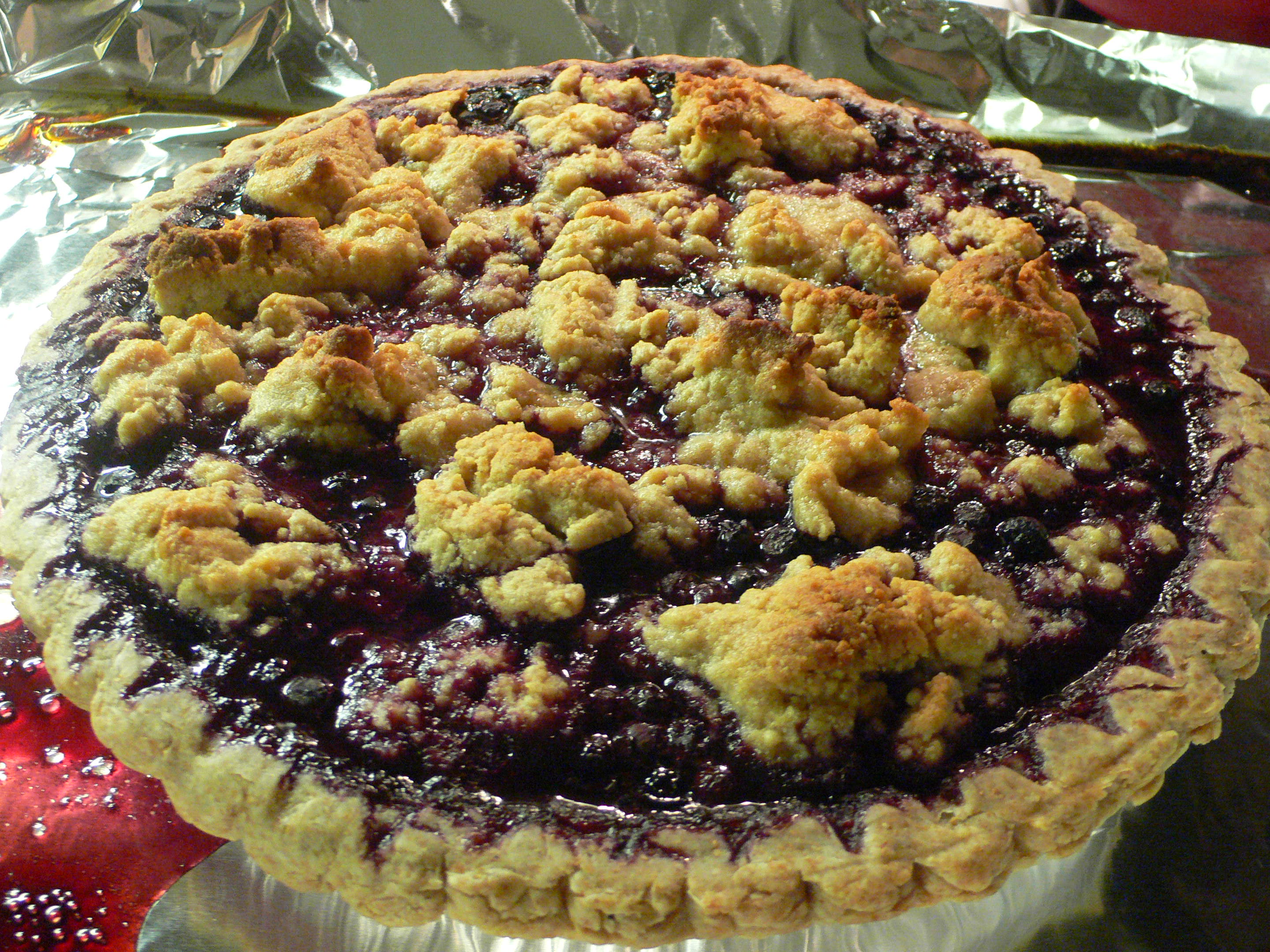

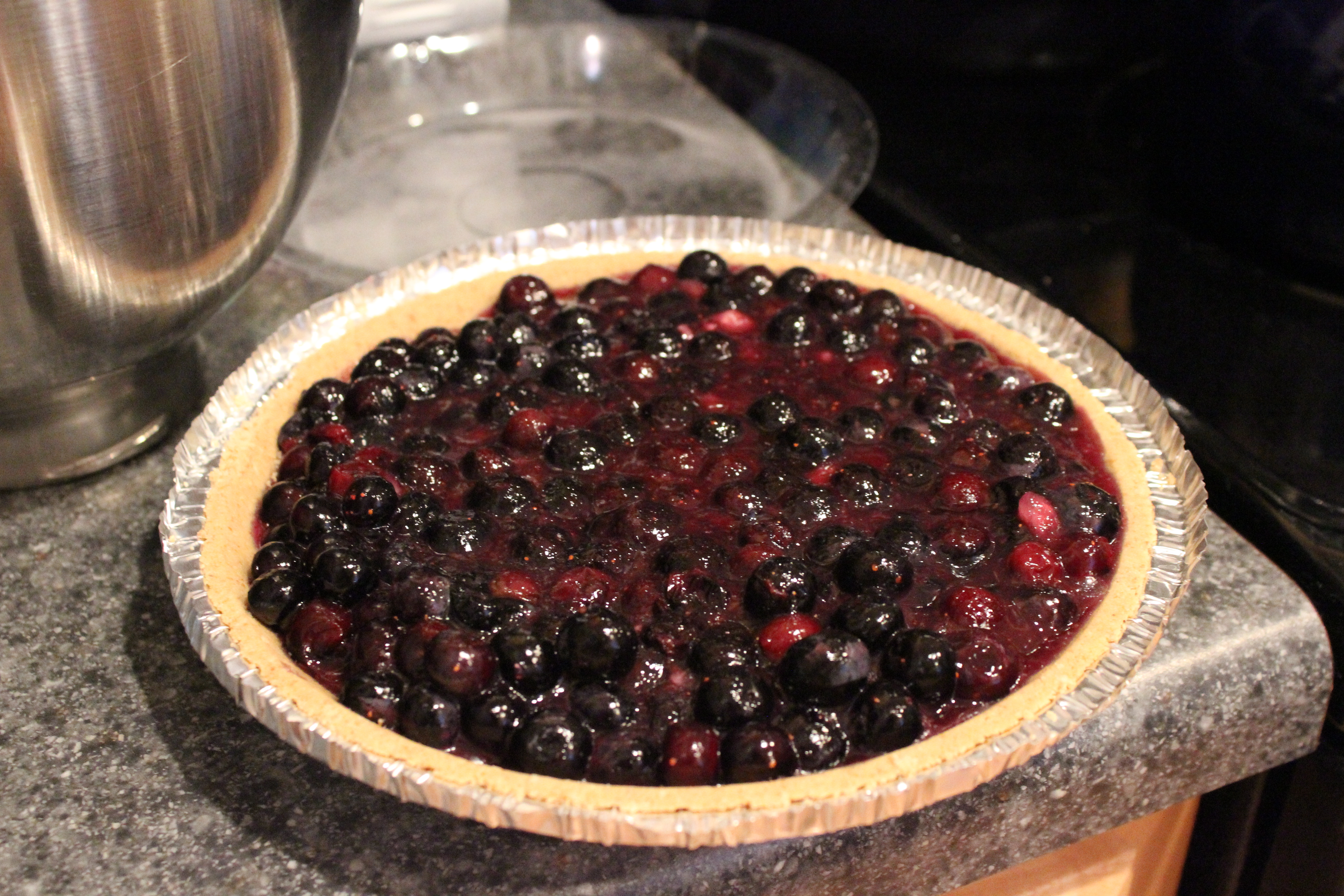
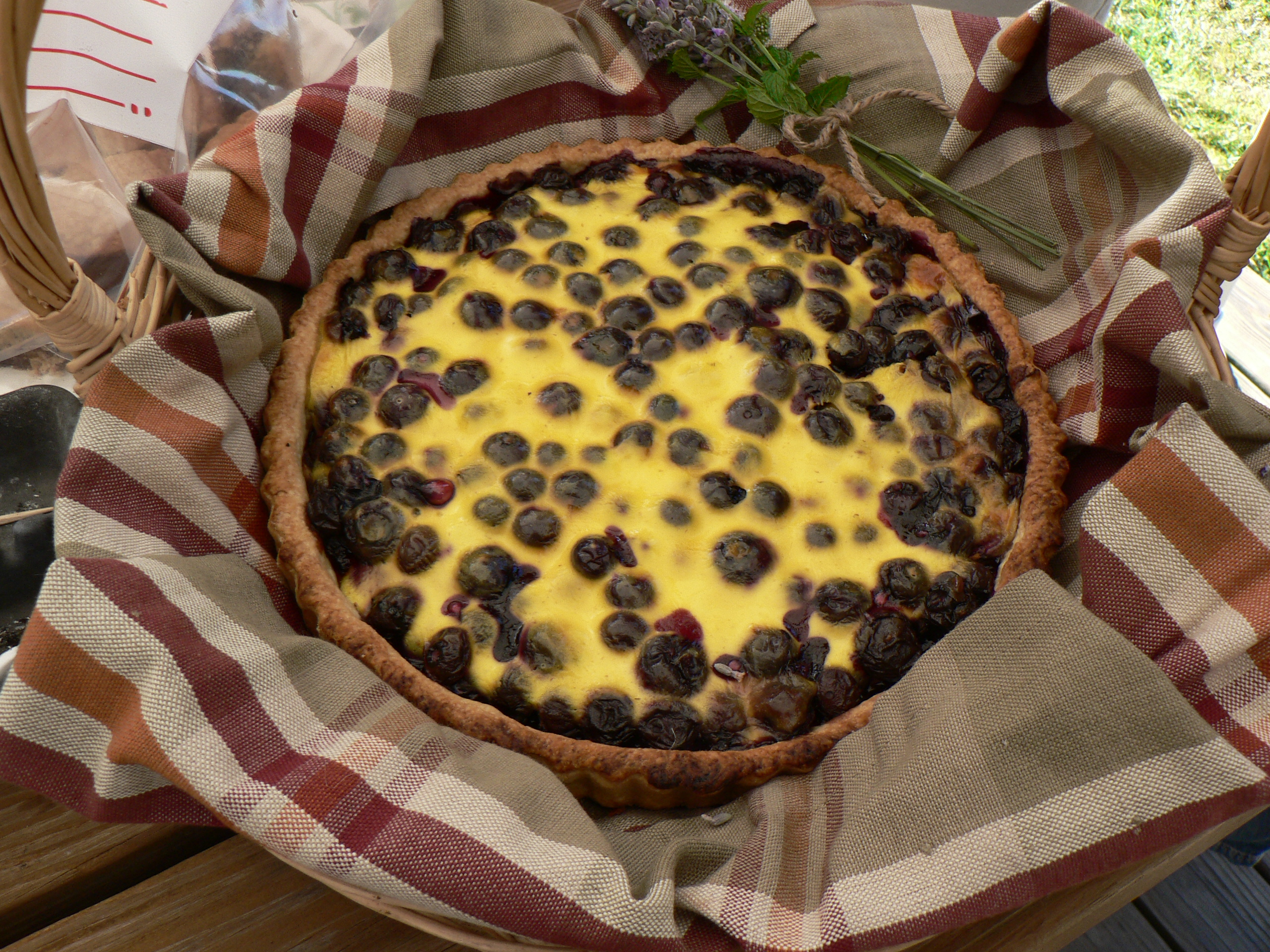
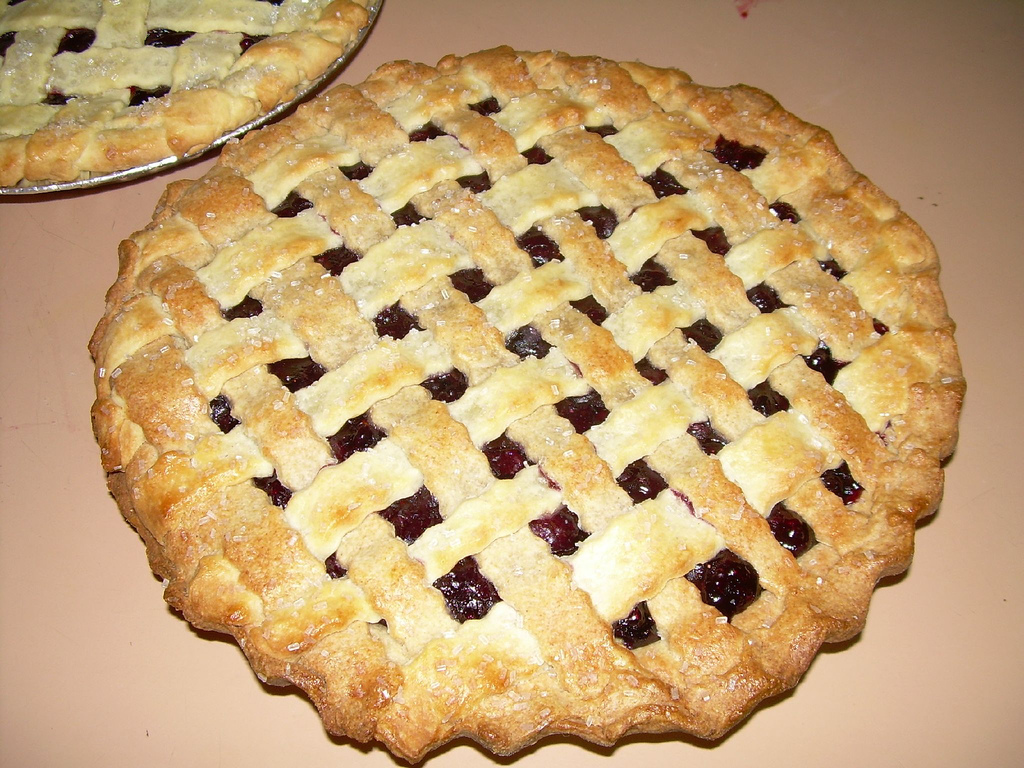

C'est également un plat traditionnel en Finlande, ainsi qu'aux États-Unis et au Canada (dans ces deux derniers cas, la tarte est faite avec des bleuets et non pas des myrtilles). Dans les pays anglo-saxons, elle est connue sous le nom de blueberry pie.